# 안티오키아 공방전
안티오키아 공방전은 1097년~1098년 제1차 십자군의 주요 공성전 중 하나이다. 제1차 공성전은 십자군이 무슬림 도시에 대해 벌인 공성전으로 1097년 10월 21일 시작해 1098년 6월 2일 도시가 함락되면서 종료되었다. 제2차 공성전은 도시를 점령한 십자군에 대해 구원하기 위해 달려온 무슬림군이 벌인 공성전으로 1098년 6월 7일 시작해 6월 28일 십자군이 성밖에서 무슬림군을 격파하면서 종료되었다.

## 배경
1085년 셀주크 왕조가 안티오키아를 비잔티움 제국에서 빼앗았다. 안티오키아는 유스티니아누스 1세의 시대에 비잔티움 축성술로 강화되었는데, 이때는 내부에서 배신에 의해 입성이 성공했기 때문에 재건하고 강화한지 얼마 안된 성벽은 상처 없이 그대로였다. 1088년 이래 안티오키아의 통치를 맡고 있던 이는 야기 시얀(Yaghi-Siyan)이란 인물이었다. 야기 시얀은 1097년부터 아나톨리아 반도를 진군한 십자군을 상당히 의식하고, 인근의 무슬림 정권에 도움을 호소했으나 별 수익이 없었다. 그들의 출현을 대비해 안티오키아의 정교회 총주교(Orthodox Patriarch of Antioch) 요한 더 오시트(John the Oxite)를 수감하고, 그리스와 아르메니아 정교회 사람들을 추방했으나, 시리아 정교회 시민들은 거주를 허락했다.

## 십자군의 도착
십자군은 1097년 10월 20일 안티오키아 성 바깥 오론테스강가(Orontes River)에 모습을 드러냈다. 당시 십자군 3명의 주요 지도자로 보이는 인물로는 고드프루아 드 부용(Godfrey of Bouillon), 타란트 공 보에몽(Bohemund of Taranto), 툴루즈 백작 레몽 4세(Raymond IV of Toulouse)로 이들은 다음과 같이 의견이 일치되지 않았다. 레몽은 직접 공격하는 것을 주장했으나 보에몽과 고드프루아는 오히려 도시에 대한 공성전을 벌이자고 주장했다. 레몽은 마지못해 동의하고 10월 21일 십자군은 도시의 일부분을 포위하였다. 도시는 비잔티움 축성술로 지어졌기에 직접 공격에 견딜 수 있을 정도로 견고했으나, 야기 시얀은 도시를 충분히 방어하는데 필요한 병력을 갖고 있지 않았다. 그 때문에 십자군이 즉시 공격하지 않자 야기 시얀은 안도하고 용기를 얻었다.
보에몽은 도시의 북동각의 "성 파울 문"(Gate of St. Paul)에 야영을 하고, 레몽은 그의 야영지에서 서쪽으로 좀 떨어진 "개 문"(Gate of the Dog) 앞, 고드프루아는 역시 그곳에서 서쪽으로 "공작 문"(Gate of the Duke)이 있는데, 오론테스강을 건너 타렌키(Talenki) 마을에 이르는 선교(bridge of boats)가 있어 그 앞에 진지를 세웠다. 남쪽 "두자매의 탑"(Tower of the Two Sisters), 북서각의 "성 게오르기오스 문"(Gate of St. George)에는 십자군이 봉쇄하지 못해, 공성전 기간 이들 문은 야기 시얀에 대한 보급에 사용되었다. 도시의 남쪽과 동쪽의 측면은 언덕 지역으로 알려져 있어, 성채와 철문이 지키고 있었다.

## 제1차 공방전
11월 중순 보에몽의 조카 탕크레드(Tancred)가 증원하기 위해 도착했다. 또한 제노바 공화국의 함대가 안티오키아 부근의 성 시메온(St Symeon)항에 입항해 많은 식량 및 보급품을 운반해왔다. 공성전은 생각보다 길어져, 12월에는 고드프루아가 병으로 쓰러졌고, 충분했던 식량도 겨울이 오기 전 바닥을 드러내기 시작했다. 12월말 보에몽과 플랑드르 백작 로베르(Robert of Flanders)는 20,000명 정도의 병력을 이끌고 식량징발을 위해 남쪽으로 향했다. 포위하는 병력이 적어졌다는 것을 간파한 야기 시얀은 12월 29일 성. 게오르기오스 문에서 출격해 강가에 있던 타렌키 마을에 있던 레몽의 야영지에 돌격을 감행했다. 레몽은 이를 격퇴했지만 성내에 돌입하지는 못했다. 그 사이 보에몽과 로베르의 군대는 안티오키아를 구원하러 온 다마스쿠스의 두카크(Duqaq) 지휘하의 군대와 충돌했다. 십자군측은 이 전투에서 승리했으나, 식량을 충분히 약탈하고 징발하지 못한 채 안티오키아로 돌아오고 말았다. 12월은 양측에서 불길한 사건이 일어나 그대로 지나갔다. 12월 30일에는 지진이 일어났고, 그로부터 몇 주 사이 한랭한 기후와 계절에 맞지 않은 호우가 내렸다. 십자군은 지진에 흔들릴 때 두카크도 지진 및 악천후로 인해 십자군과 더 이상 전투를 벌이지 않고 다마스쿠스로 돌아갔다.

### 기아
식량부족으로 인해 안티오키아를 포위한 십자군의 야영지에 기아가 발생해 사람과 말이 차례차례 죽어갔다. 전군에서 7명 중 1명이 굶어 죽었고, 군마는 700마리만 남아 있게 되었다. 군중 십자군(People's Crusade)에서 살아 남았던 은자 피에르(Peter the Hermit)가 이끌던 진영에서 특히 가난한 병사들 중에는 죽은 적병의 사체를 먹는 식인행위를 하는 자들도 나타났다. 기사들 중에는 억지로 굶주림을 견디는 이들도 있었다. 그러나 다수는 말의 사체 등을 먹었다. 시리아의 크리스트 교도 및 추방된 키프로스 섬에 있던 예루살렘 정교회 총주교(Orthodox Patriarch of Jerusalem), 시메온은 십자군에게 식량을 보냈으나 이것도 기아를 풀 수는 없었다. 1098년 1월 기사 및 병사들 중에서 탈주자가 나오기 시작했다. 그 중에는 은자 피에르도 있었는데, 즉시 발견되어 탕크레드에 의해 야영지로 되돌아오게 되었다. 하지만 이것으로 그의 명성은 땅에 떨어지게 되었다.

### 타티키오스의 이탈
2월 들어 비잔틴움 제국의 장군이자 황제 알렉시우스 1세(Alexius I)의 특사이며 십자군에 참가해 조언 및 아나톨리아 반도의 길안내를 맡았던 타티키오스(Taticius)가 돌연 십자군의 야영지를 떠났다. 알렉시우스 1세의 딸 안나 콤네나(Anna Comnena)가 저술한 역사서에 의하면 십자군은 타티키오스의 조언을 계속 거부했고, 보에몽은 타티키오스에게 "다른 십자군 제후들 사이에는 타티키오스가 비밀리에 셀주크 측을 도와주고 있다는 이야기가 퍼져있어 그대를 살해하려는 계획을 갖고 있다" 라고 밝혔다.
한편 보에몽은 타티키오스는 배신자, 겁쟁이로써 적 앞에서 도망쳤다고 주장하고, 안티오키아를 비잔티움 제국에게 반환하는 의무는 이제 지킬 필요가 없다고 공언했다. 보에몽은 또한 안티오키아 함락 후 안티오키아를 자신의 영지로 삼는 것을 허락하지 않는다면 자신도 진영을 떠날 것이라고 말하기 시작했다. 타티키오스에 대한 암살 음모가 있다고 밝히고 진영을 떠나라고 권한 것은 바로 안티오키아 영유를 주장하기 위한 책략이었다. 고드프루아와 레몽은 보에몽의 협박을 상대하지 않았으나, 하급기사 및 병사들 사이에서는 보에몽을 지지 하는 목소리가 높아졌다. 그 사이 야기 시얀은 인근 무슬림 정권에게 구원을 계속 요구하였고, 알레포(Aleppo)에서 리드완(Ridwan)이 이끄는 군세가 도착했다. 그러나 2월 9일 안티오키아 근교의 하림(Harim)에서 두카크와 마찬가지로 십자군에게 패배해, 인티오키아를 도와주지 못하고 그대로 퇴각했다.

### 잉글랜드 증원

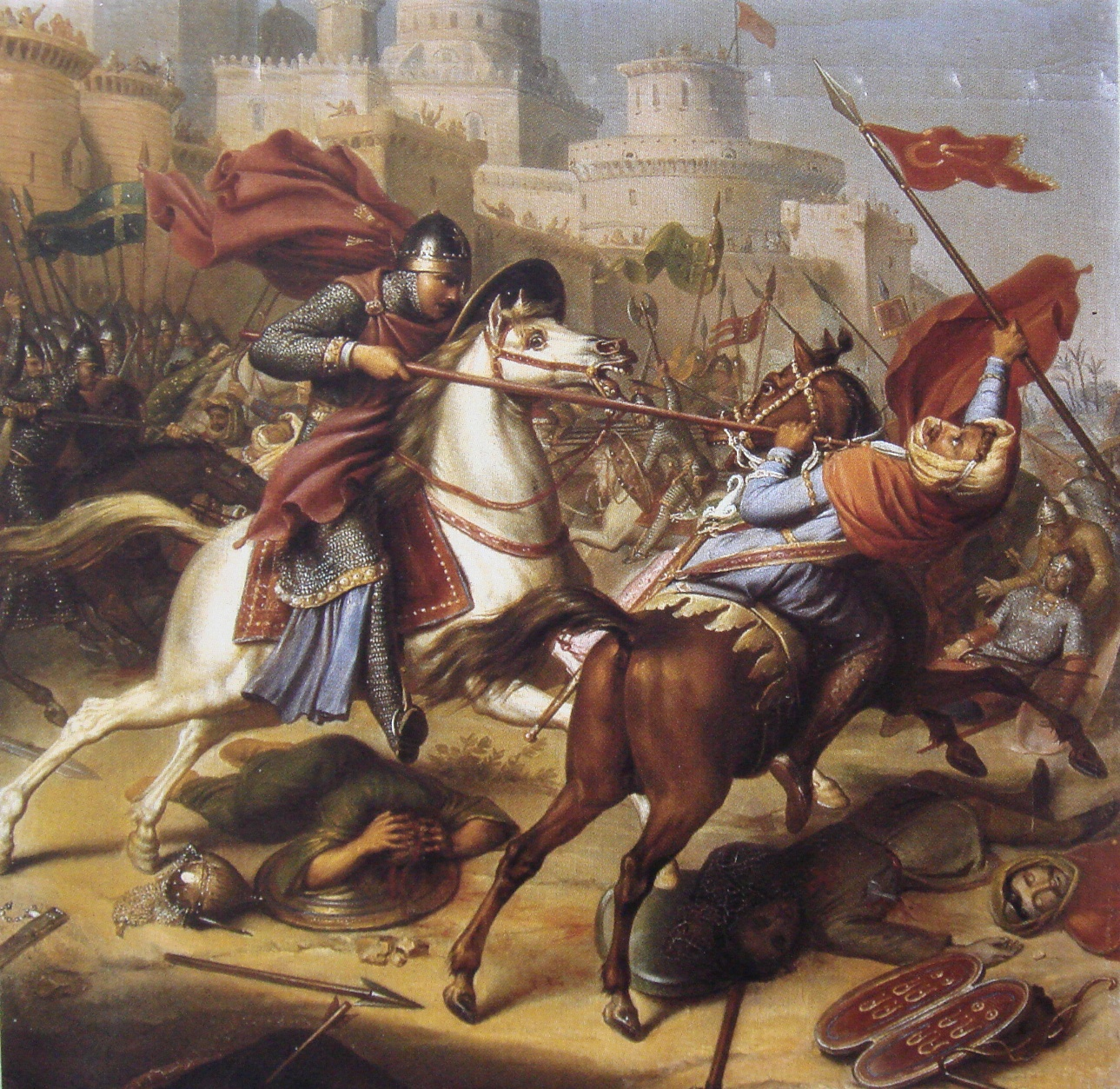
안티오키아 공방전(1097-1098)에서 노르망디의 로베르 2세.

3월 잉글랜드 왕위를 주장하는 에드거 애셜링(Edgar Atheling)이 이끄는 잉글랜드 함대가 에드거의 망명에 앞서 콘스탄티노플에서 성 시메온 항에 도착했다. 그들은 공성 기기 건설용 목재 등 보급물자를 다수 운반해 왔으나 3월 6일 레몽과 보에몽의 군세가 보급물자와 함께 해안에서 안티오키아 성 아래에 운반하는 도중(그들은 서로 상대가 단독으로 보급물자를 운반하는 것을 신용하지 않았다), 야기 시얀 수비대의 별동대에게 습격을 받아 대부분의 물자를 잃어버렸다. 고드프루아의 원군이 도착해 별동대를 격퇴한 후 남겨진 보급물자는 확보되었다. 에드거는 황제 알렉시오스 1세 콤네누스로부터 함대 및 자재 등을 제공 받았으나, 십자군은 이것을 비잔티움 제국에 의한 직접 원조라고 생각하지 않았다. 십자군은 자재를 사용해 공성 기기를 만들기 시작하고 그 밖에 라 마오메리(La Mahomerie)라고 명명한 성채도 쌓았다. 이 성채에서 안티오키아 도시의 교문(Bridge Gate)을 봉쇄해 야기 시얀의 군세가 성밖으로 나와 성 시메온 항 및 알렉산드레타(Alexandretta) 항에서 보내지는 십자군의 보급로를 습격하는 것을 방지할 수 있게, 레몽은 이 성채에 병사를 배치했다. 또한 성내의 보급물자 출입구였던 성게오르기 문에 대해서 예전 포기했던 수도원을 수복하고 성채로 삼아 탕크레드가 병사를 배치했다. 연대기에서는 이 수도원 유적을 탕크레드 성채라고 불렀다고 한다. 이런 움직임으로 가까스로 십자군은 안티오키아의 봉쇄에는 어느 정도 성공했다. 봄이 가까워지자 십자군의 식량사정도 호전되었다.

### 파티마 왕조의 사자
4월 이집트의 파티마 왕조로부터 사자가 십자군의 진영에 도착했다. 그들은 십자군과의 화평을 체결하고 공통의 적이었던 셀주크 왕조에 대한 협공을 하자고 제안했다. 아라비아어에 능숙한 은자 피에르가 교섭을 맡았다. 그러나 얼마 안가 교섭은 성립되지 못했다. 파티마 왕조는 십자군을 비잔티움 제국의 용병 정도로 생각했었고, 만약 파티마 왕조의 영토인 팔레스타인을 공격하지 않는 것에 합의한다면 십자군이 시리아를 영유하는 것을 인정할 준비가 되어 있었다. 그러나 십자군은 예루살렘 영유를 하지 못한다면 어떠한 제안도 받아들여 수용하지 않았다. 결정적인 합의에는 도달하지 못했지만 파티마 왕조의 사자는 좋은 대우를 받았고, 3월에 십자군이 야기 시얀의 군대에게서 빼앗은 물품 등을 선물로 받아 가게 되었다.

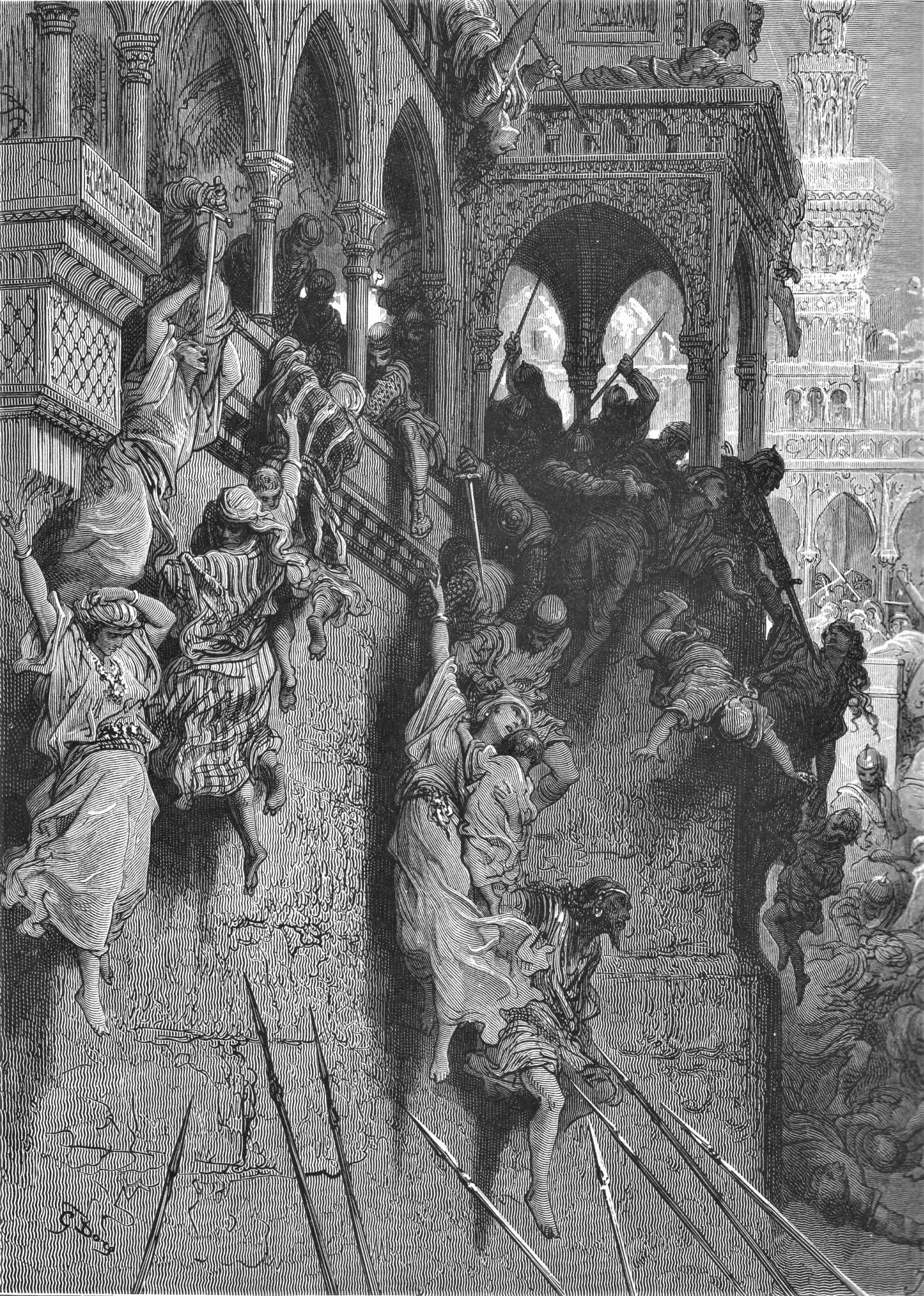
귀스타프 도레의 안티오키아의 학살

## 안티오키아 함락
포위전은 계속되었다. 1098년 5월말 모술(Mosul)의 영주였던 케르부가(Kerbogha)는 야기 시얀의 구원에 호응해 대군을 이끌고 안티오키아로 향했다. 이것은 이때까지 있었던 원군에 비해 확실히 큰 규모였다. 케르부가는 메소포타미아의 오르투키드(Ortuqids)의 군세 및 페르시아의 군세도 이끌고 있었고, 도중에 두카크 및 리드완의 군대도 합류했다. 그러나 케르부가가 이끄는 군대는 바로 안티오키아에 도착하지 못했다. 그는 도중에 십자군에게 점령된 에데사에데사(Edessa;1098년 초 십자군 본대에서 별도로 행동한 볼로뉴의 보두앵이 도시를 점령하고 에데사 백국을 창설했다)로 향했고, 3주 동안 공성전을 벌였으나 함락하지 못했다. 케르부가가 이렇게 돌아가는 길로 인해 맞아 싸우는 십자군에게는 시간의 여유가 생겼다.
케르부가의 대군은 병력에서 열세인 십자군에게 매우 위협적이었다. 십자군은 어떤 수단을 사용하더라도 기필코 케르부가의 대군이 도착하기 전 안티오키아를 함락시키지 않으면 안된다는 것을 이해했다. 보에몽은 안티오키아의 "두자매의 탑" 의 수비책임자였던 아르메니아인 위병 피루즈(Firouz)와 비밀리에 연락을 취하는데 성공했다. 피루즈는 야기 시얀에게 증오를 품고 있었기 때문에 보에몽의 뇌물을 받고 이에 응해 문을 열기로 약속했다. 보에몽은 다른 십자군 지도자들에 대해 만약 전후 안티오키아를 영유하는 것을 인정한다면 다른 사람도 피루즈가 열어놓은 문을 통해 안티오키아 시내에 들어가도 좋다고 제의했다. 레몽은 분노하고 1097년 콘스탄티노플을 출발할 때 약속한 것처럼 함락한 도시는 모두 황제 알렉시오스에게 돌려주지 않으면 안된다고 주장했다. 그러나 고드프루아, 탕크레드, 로베르등 다른 제후는 케르부가 군세의 접근이란 불리한 상황이 있었기에 보에몽의 요구를 받아들였다.
6월 2일 장기간의 포위전을 견디던 브루아 백작 스테판(Stephen of Blois)이 기어코 진영을 나와 십자군을 이탈했다. 그러나 그날 보에몽에 의한 시내잠입이 시작되고 있었다. 피루즈는 보에몽에게 가까운 곳까지 육박한 케르부가를 만나러 가는 모습처럼 꾸며 행군에 나서게 해 안티오키아 성내 수비대를 방심시키고, 그대로 밤에 안티오키아에 돌아와 성벽에 사다리를 걸어 올라오라고 지시했다. 그날 밤 잠입에 성공했다. 피루즈는 성문을 열었고, 순식간에 십자군이 시내에 밀어닥쳐 학살이 시작되었다. 시내에 있던 크리스트 교도도 호응해 다른 성문을 열었고, 그대로 투르크인 수비대에 대한 학살에 가세했다. 그러나 십자군은 무슬림의 시민만이 아니라 크리스트교도 시민에 대해세도 학살을 벌였다. 희생자 중에는 피루즈의 형제도 포함되어 있었다. 야기 시얀은 혼란에 빠진 안티오키아를 탈출했으나, 시외에서 시리아인 크리스트교도에게 사로잡혀 참수당해 그 목은 보에몽의 앞으로 보내졌다.

## 제2차 공방전

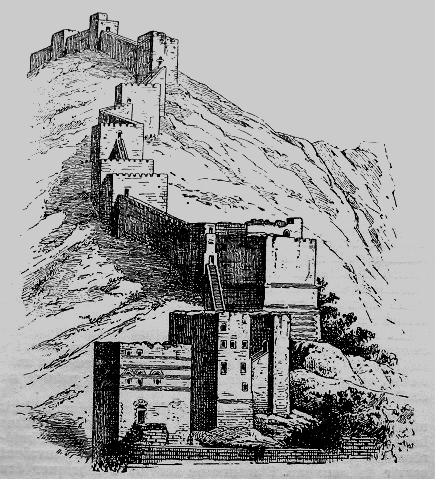
십자군 시기 안티오키아의 성벽. 험준한 실피우스 산 정상에까지 이어져 있다.

6월 3일이 끝나갈때쯤 십자군은 시내 대부분을 제압했다. 그러나 산 정상에 있던 성채만은 아직 함락되지 않았다. 성채에는 야기 시얀의 아들 샴스 앗-다우라(Shams ad-Daulah)가 지키며 저항을 계속했다. 교황 특사 르퓌의 아데마르(Adhemar of Le Puy)는 요한 더 오시트를 해방시켜 다시 안티오키아 총주교로 삼았다. 아데마르는 보에몽이 안티오키아 영유를 주장하는 상황에서 적어도 정교회 및 비잔티움 제국과의 관계를 양호하게 유지하려고 했다(훗날 안티오키아 공국이 성립되어 가톨릭계의 안티오키아 총주교도 세워졌고, 요한 더 오시트는 최후에는 콘스탄티노플로 추방되었다).
그러나 성안은 식량이 부족했고, 케르부가 군세도 가까이에 다가왔다. 케르부가는 안티오키아 함락 이틀 후인 6월 5일에 이르러서야 안티오키아에 도착했다. 그는 6월 7일 성내에 돌입을 시도했으나, 난공불락의 성벽에 의해 실패했다. 케르부가는 전법을 공성전으로 바꾸고, 6월 9일까지 십자군이 지키던 안티오키아 시에 대한 포위를 완성시켰다. 이로써 십자군은 거꾸로 공성전을 당하는 측이 되고 말았다.
성내의 십자군 중 다수가 케르부가 군대가 도착할 때까지 안티오키아를 탈출해 타르수스(Tarsus)있던 브루아 백작 스테판과 합류했다. 스테판은 안티오키아로 돌아와 케르부가군이 도시를 포위하고 진영을 세우는 것을 보고 이제 성내의 십자군에게 희망은 없다고 생각했다. 다른 탈주병들도 이것을 확인시켰다. 콘스탄티노플로 돌아가던 도중, 브루아 백작 스테판등 십자군 탈주자는 십자군 지원을 위해 수도를 나섰던 황제 알렉시우스 1세의 군대와 만났고, 황제와 면담했다. 사정을 알지 못한 황제는 십자군의 현황을 물었으나, 스테판은 다른 십자군 장병은 모두 전사했다고 설명했다. 황제 알렉시우스 1세는 자신의 정찰병으로부터 아나톨리아 반도에 다른 셀주크 왕조군이 다가온다는 소식을 듣고, 전투를 회피하기 위해 콘스탄티노플로 되돌아갔다.

### 성창의 발견
그때쯤 포위된 안티오키아에서는 6월 10일 일행 중 페도르스 바르톨로메오(Peter Bartholomew)란 가난한 수도사가 제후들 앞에 나섰다. 그는 성 안드레아(St. Andrew)의 환영을 보았고 이 도시에 성창(Holy Lance)이 있다란 말을 들었다고 주장했다. 배고픈 십자군 일행 중에는 성인을 환시했거나 환각을 보았다는 자들도 많았고, 발렌스(Valence)의 스페타누스(Stephen)라는 수도사는 예수 그리스도와 성모 마리아를 환시했다고 보고했다. 6월 14일 유성이 적진에 떨어지는 것을 보고 길조라고 해석했다. 비록 교황사절 아데마르는 성창 및 환시등에는 회의적이었는데, 특히 성창과 같은 성유물(relic)을 콘스탄티노플에서 본지 얼마 안되었기에 안티오키아에서 보았다는 것을 가소롭게 생각했다. 그러나 레몽은 페도르스 바르톨로메오의 말을 믿었다. 레몽을 시작으로 연대기작자 아귈레스의 레몽(Raymond of Aguilers), 오랑주 주교 기욤( William, Bishop of Orange)등은 6월 15일 도시의 성 베드로 성당 지하를 파기 시작했다. 아무것도 발견되지 않아 헛수고라고 생각할때쯤 페도르스 바르톨로메오는 직접 구덩이 속으로 들어가 밑바닥에 흘러내린 흙속에서 창의 앞부분을 발견해냈다. 레몽은 이것을 성창이라고 믿었고, 이 사태에서 성유물이 발견된 것은 항복하는 것보다 포위를 풀기 위한 최후의 전투에 대비하라는 신의 징표나 다름 없는 것이라고 생각했다. 페도르스 바르톨로메오는 거기에 별도로 환시를 보았다고 보고했다. 그것은 성 안드레아가 십자군에게 5일간의 단신을 시행하라고(무엇보다 단식을 하지 않더라도 먹을 수 있는 것이 없었다), 그렇게하면 십자군은 대승리를 거둘 수 있다라는 내용이었다. 보에몽도 성창 발견에는 회의적이었으나 발견을 알게 된 십자군 장병의 사기가 높아 진 것은 의심하지 않았다.
케르부가의 숙영지에 풀어놓은 스파이에게서 진영내에서는 언쟁이 끊이지 않는다는 보고도 있었다. 리드완 및 두카크 등 시리아의 영주들은 모술에서 온 케르부가가 전투에서 승리한 후 시리아에서 권리를 한층 더 주장하지 않을까 의심하고 있었다. 시리아의 영주들에게 있어 케르부가는 정체를 알 수 없는 서양인 침략자와는 달리 매우 현실적인 위협이었다. 6월 27일 은자 피에르는 보에몽의 사자로써 케르부가의 진영에 찾아갔다. 그러나 교섭은 성과없이 끝났고, 셀주크 군과의 전투는 더 이상 피할 수 없다는 것을 느꼈다. 보에몽은 십자군을 6개의 부대로 나눴다. 그는 그 중 하나를 직접 지휘하고, 남은 5개는 위그 드 베르망두아(Hugh of Vermandois)와 플랑드르의 백작 로베르의 부대, 고드프루아 드 부용의 부대, 노르망디의 로베르의 부대, 탕크레드 및 베아르 자작 가스통 4세(Gaston IV of Béarn)의 부대, 교황사절 르퓌의 아데마르의 부대로 이루어졌다. 이때 병으로 쓰러진 레몽은 200명 정도의 병사와 함께 시내에 남아 산 정상의 성채에 대한 수비를 맡았다. 산 정상의 성채는 샴스 앗-다우라에서 케르부가가 파견한 무장인 아흐메드 이븐 메르완(Ahmed Ibn Merwan)에게 넘겨졌다.

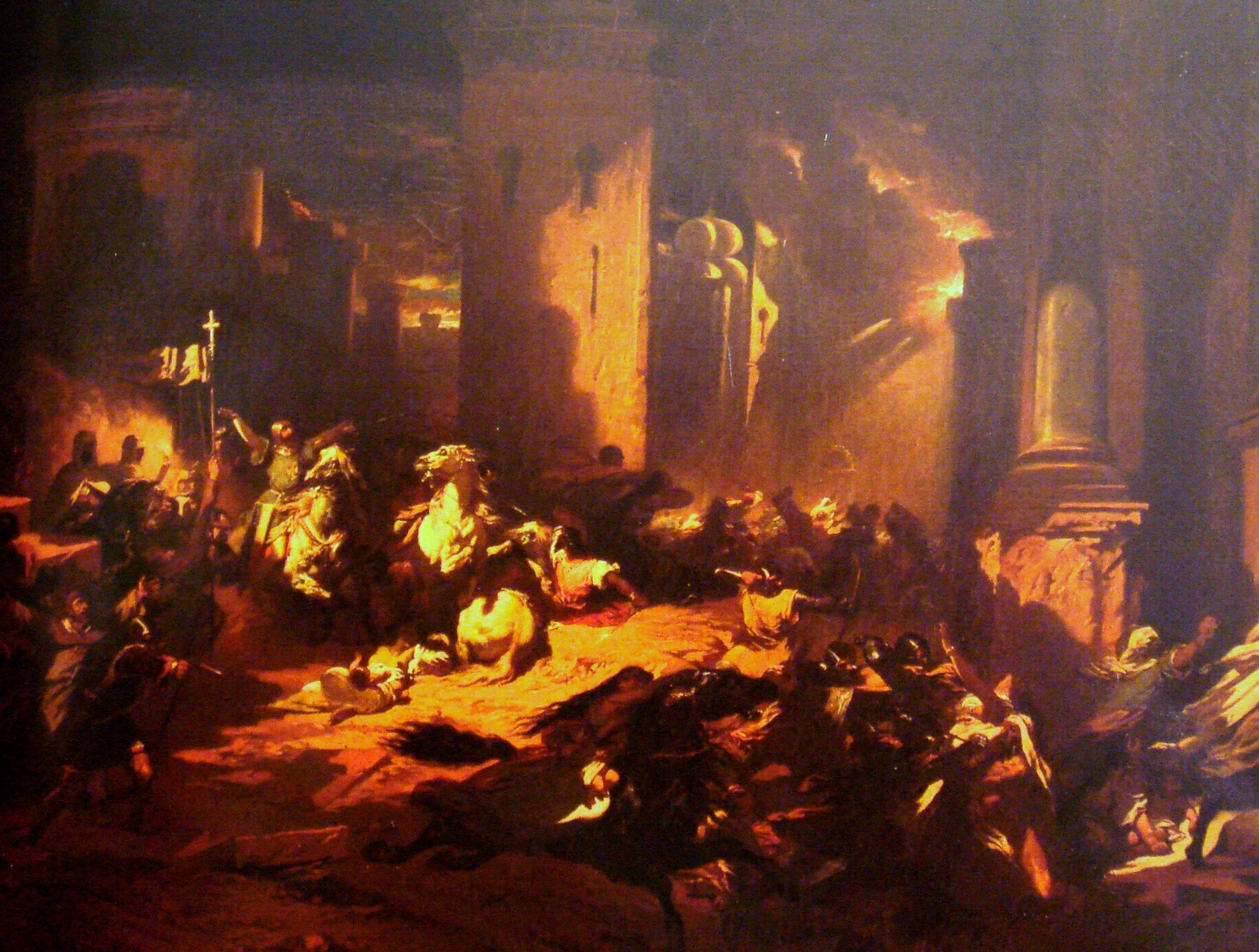
1098년 6월 타란토의 보에몽에 의한 안티오키아 함락.

## 안티오키아 전투
6월 28일 월요일 십자군의 장병은 성창을 내세운 아귈레스의 레몽을 선두로 성문에서 성밖으로 돌격했다. 케르부가는 성문을 나온 병사를 각개 격파할 기회가 있었으나, 부하 장군들은 지금 공격하면 후속병사가 또 성안으로 돌아가 버리니 개별로 맞는 것보다 십자군 전군이 나온 뒤 대군으로 일거에 격파하자고 주장하고 케르부가도 이에 반대하는 것은 피했다. 그러나 케르부가는 십자군의 규모를 실제보다도 적다고 생각했기에 성밖으로 나온 십자군 전군이 생각보다 많다는 것을 느꼈다.
케르부가군의 궁병 및 궁기병은 십자군 기사에게 무수한 화살을 날렸다. 케르부가는 퇴각을 가장해 십자군을 불리한 지형으로 유인하였다. 십자군의 좌익은 강을 지키고 있었기 때문에 케르부가는 분대를 보내 공격을 가했으나 보에몽은 즉시 7개의 부대를 조직해 적 분대를 배후에서 격파했다. 투르크 연합군은 십자군에게 커다란 피해를 주었고, 아데마르의 군기를 갖고 있던 병사등 다수가 쓰러졌다. 케르부가는 아군과 십자군 사이의 초지에 불을 피었으나 십자군은 이를 끄지 않았다. 전설에 전하는 바에 의하면 십자군은 성 게오르기우스, 성 데미트리오스(St. Demetrius), 성 마우리티우스(St. Maurice)등 3명의 성인이 그들과 함께 기마로써 진군하는 환영을 보았다고 한다.
전투는 단시간에 이루어졌다. 십자군이 케르부가가 있던 전열에 닿아 도착하기 전 다마스쿠스왕 두카크들은 상대가 많다고 차례로 도망치자 연합군은 붕괴상태가 되었다. 이것으로 인해 케르부가의 군은 인적 우위를 잃어버렸고, 케르부가도 철수를 강요받는 처지에 놓이게 되었다. 이로써 무슬림 연합군은 십자군 앞에 패배했다.

## 영향
케르부가의 군세가 물러난 후 아흐메드 이븐 메르완이 이끄는 성채의 군세도 곧 항복했다. 다만 보에몽 개인에 대한 항복으로 레몽등에 대해서는 항복하지 않았다. 이것은 레몽등이 알지 못하는 사이에 미리 의논한 뒤 항복한 것이었다. 평소 공언하던 보에몽은 안티오키아 도시의 영유를 주장하고, 반대하는 아데마르 및 레몽과 대립했다. 위그 드 베르망두아와 에노 백작 보두앵(Baldwin of Hainaut)은 콘스탄티노플에 있는 알렉시우스 1세의 원군을 요청하기 위해 사신으로 출발했으나 보두앵은 아나톨리아 반도의 여행 도중 복병을 만나 그대로 행방불명이 되었다. 알렉시우스 1세는 원군요청에 대해 안티오키아의 영유를 선언하기 위한 군세의 파견에 흥미를 나타내지 않았다. 보에몽은 알렉시우스 1세는 십자군을 버렸다고 주장하고 황제에 대한 맹세는 모두 무효가 되었다고 토론했다. 보에몽과 레몽은 야기 시얀의 궁전을 공유하고, 시가지의 대부분은 보에몽의 지배하에 두고, 산 정상의 성채는 보에몽의 군기가 내걸리게 되었다. 이 불화에 대해 후세 역사가가 공통으로 기술한 가설은 북프랑스의 프랑크인, 남프랑스의 프로방스인, 남이탈리아의 노르만인이란 십자군을 구성하는 제후는 각자 별도의 주민이라는 의식을 갖고 있었고, 각자가 자신의 지위를 높이기 위한 행동을 했기 때문이라고 생각했다. 그에 대해 제후 각자의 개인적인 야심에 원인을 돌리는 논의도 있다.
십자군의 진군은 안티오키아에서 정지하고 말았다. 함락후 안티오키아에서는 티푸스(typhus)로 보이는 질병이 만연했다. 8월 1일 대립한 제후들의 조정역을 맡았던 교황사절 아데마르가 병으로 죽자 십자군은 지도자 부재의 상태가 지속되었다. 9월 들어 제후는 로마 교황 우르바노 2세(Pope Urban II)에게 안티오키아의 지배를 바라는 편지를 보냈으나 교황은 이를 거절했다. 1098년 여름 이후 십자군은 안티오키아 근교의 농촌지대를 지배하에 두게 되었지만, 이미 군마의 숫자는 줄어들었고, 무슬림 농민들도 식량의 제공을 거부했기 때문에 기아가 십자군안에서 널리 퍼졌다. 약소기사 및 병사들은 차례로 떨어져 나가게 되었고, 다툼을 벌이는 제후를 남기고 자신들만으로 예루살렘으로 향하겠다고 협박하기 시작했다. 11월에는 순례자들이 예루살렘으로 향할 것을 요구하고 회의중인 제후들에게 대드는 사건도 일어났다. 11월 레몽은 평안하게 십자군을 진군시키고, 또한 반란을 일으키지 않은 굶주린 병사들을 위해 기어코 안티오키아 지배를 주장하던 보에몽에게 굽혔다. 이로써 1099년 1월 맑은 날 안티오키아 공국 초대 공작이 된 보에몽을 뒤로 하고, 레몽이 이끄는 십자군은 남쪽으로 진군을 재개했다. 십자군은 파티마 왕조의 영내에 들어가 같은해 6월 십자군은 예루살렘 공방전을 시작하게 된다.
페도르스 바르톨로메오에 의한 성창 발견의 경유 및 환시는 아무래도 당시의 상황에 절묘하게 맞아 떨어졌기 때문에 그는 거짓말쟁이로 불리게 되었다. 십자군이 예루살렘을 눈앞에 두게 된 1099년 4월 성서에 의한 시죄법을 벌여야한다는 목소리가 높아져, 페도로스 바르톨로메오는 자신이 성창을 인도한 것을 증명하기 위해 불타는 판벽 사이를 통과하는 시련에 도전했다. 그러나 그는 심각한 화상을 입고, 12일 동안 괴로워하다 죽었다. 후세에는 페도로스 바르톨로메오는 정말 환시를 보고, 진짜 성창을 발견하였다는 이야기가 전해진다.
안티오키아 공방전은 유럽에 전해져 어느 순간 무훈시의 소재가 되어 전설화가 이루어졌다. 또한 전투의 기억이 남아있던 12세기 초엽에는 빠르게 "안티오키아의 노래"(chanson d'Antioche)라는 무훈시도 탄생했다.

## 참조
- Hans E. Mayer, The Crusades, Oxford, 1972.
- Edward Peters, ed., The First Crusade: The Chronicle of Fulcher of Chartres and Other Source Materials, University of Pennsylvania, 1971.
- Steven Runciman, The History of the Crusades, Vol I, Cambridge University Press, 1951.
- Kenneth Setton, ed., History of the Crusades, Madison, 1969-1989 (available online 보관됨 2003-04-01 - 웨이백 머신).
- Jonathan Riley-Smith, The First Crusade and the Idea of Crusading, University of Pennsylvania, 1986.

## 온라인 소스
- The Siege and Capture of Antioch: Collected Accounts 보관됨 2012-07-28 - 웨이백 머신
- The Gesta Francorum 보관됨 2014-08-14 - 웨이백 머신 (see Chapters 10-15)
- The Historia Francorum qui ceperunt Jerusalem 보관됨 2014-08-14 - 웨이백 머신 of Raymond of Aguilers (see Chapters 4-9)
- The Alexiad 보관됨 2014-08-14 - 웨이백 머신 (see Chapter 11)
- Peter Tudebode's account at De Re Militari